# Leopold Gansch
Leopold Gansch (* 13. Oktober 1940 in Scheibbs; † 5. März 2014 ebenda) war ein österreichischer Politiker (ÖVP) und Landwirt. Er war von 1993 bis 2003 Abgeordneter zum Landtag von Niederösterreich.

## Leben
Gansch besuchte nach der Volksschule eine Hauptschule und absolvierte danach eine Landwirtschaftliche Fachschule, die er mit der Meisterprüfung abschloss. Er legte zudem die Ingenieur-Prüfung in Wieselburg und arbeitete ab 1965 als Betriebsführer eines landwirtschaftlichen Betriebes. Lokalpolitisch engagierte er sich zwischen 1965 und 1970 als Gemeinderat in Scheibbs, 1970 übernahm er das Amt eines Stadtrates, 1980 wurde er Vizebürgermeister. Zudem stieg er 1980 zum ÖVP-Stadtparteiobmann auf und wurde in der Folge von 1983 bis 2007 Bürgermeister von Scheibbs, Er war Landeskammerrat und Ökonomierat und vertrat die ÖVP Zwischen dem 7. Juni 1993 und dem 24. April 2003 im Landtag.
Am 5. März 2014 verstarb er nach langer schwerer Krankheit.

## Auszeichnungen
- 2003: Großes Silbernes Ehrenzeichen für Verdienste um die Republik Österreich[2]